# Inundační most v Poděbradech

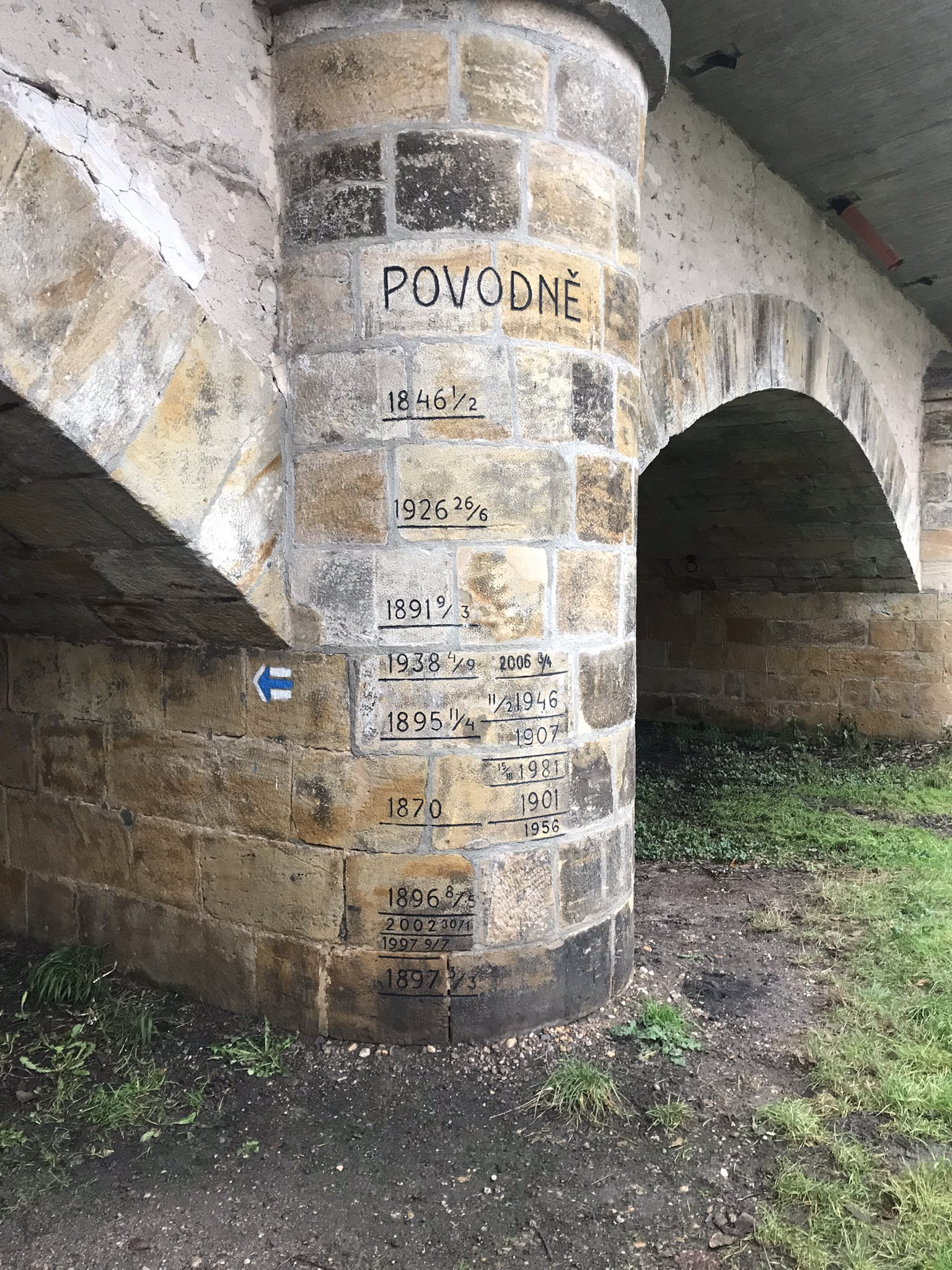

Inundační most v Poděbradech, jinak též zvaný Kanály, je inundační most postavený v inundačním pásmu na levém břehu řeky Labe v Poděbradech v letech 1830–1831.
V 18. století se město stalo důležitým dopravním uzlem císařských cest. Od roku 1815 byla budována císařská cesta spojující Prahu a Hradec Králové. Část cesty vedoucí u Poděbrad v zátopovém pásmu Labe byla postavena na vysokém náspu a její součástí se stal i nově zbudovaný inundační most. Stavitelem mostu byl správce kolínského panství Karl Weith.
Most má délku 297 metrů a 26 pískovcových oblouků. Oblouky mají šestimetrové rozpětí a třímetrové vzepětí. Půlválcové pilíře byly opatřeny ozdobnými vrchlíky a po obou stranách mostovky byla postavena asi 70 cm vysoká kamenná zídka. Na jeho prvním pilíři jsou vyznačeny výšky povodní.
V roce 1963 byl most poměrně necitlivě rozšířen pomocí betonových sloupů představěných na jedné straně před mostní pilíře. Z mostu bylo také sneseno původní kamenné zábradlí a nahrazeno železným. Při poslední rekonstrukci mostu v roce 2008 byly betonové pilíře odstraněny.